# Wapen von Hamburg (Schiff, 1686)
Die Wapen von Hamburg aus dem Jahr 1686 war ein Konvoischiff, das unter hamburgischer Flagge segelte.
Sie wurde von der Hamburgischen Admiralität und der Hamburgischen Kaufmannschaft in Auftrag gegeben und hatte die Aufgabe, Schiffskonvois zu Hamburgs Übersee-Handelspartnern zu begleiten und vor feindlichen Angriffen oder Überfällen von Korsaren zu beschützen. Das Schiff ist direkte Nachfolgerin der 1683 vor Cádiz explodierten ersten Wapen von Hamburg.

## Geschichtlicher Hintergrund

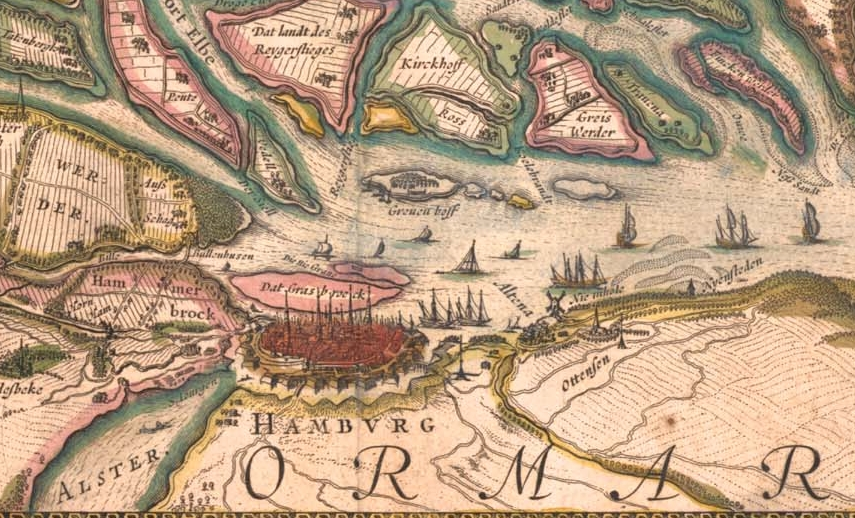
Hamburg um 1645

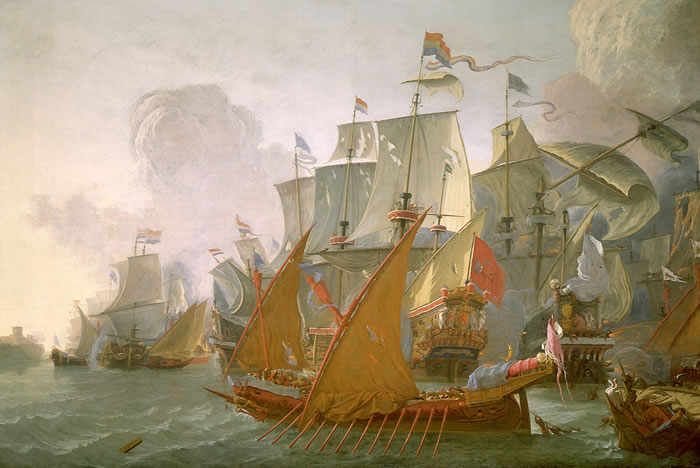
Niederländische Schiffe während einer Strafexpedition in einem Gefecht gegen Barbaresken-Korsaren um 1670; Gemälde von Lieve Pieterszoon Verschuier

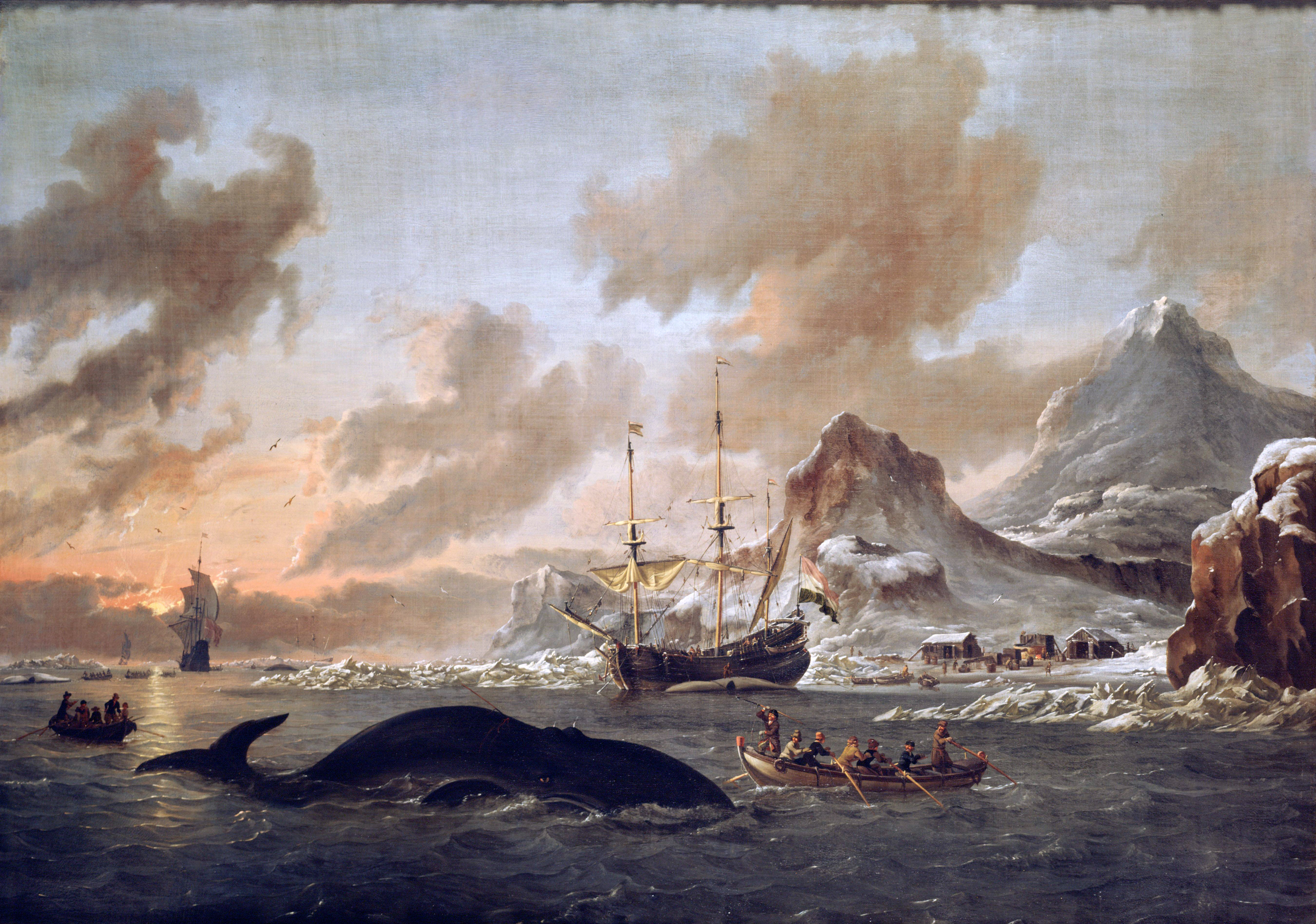
Walfang vor Spitzbergen im 17. Jahrhundert

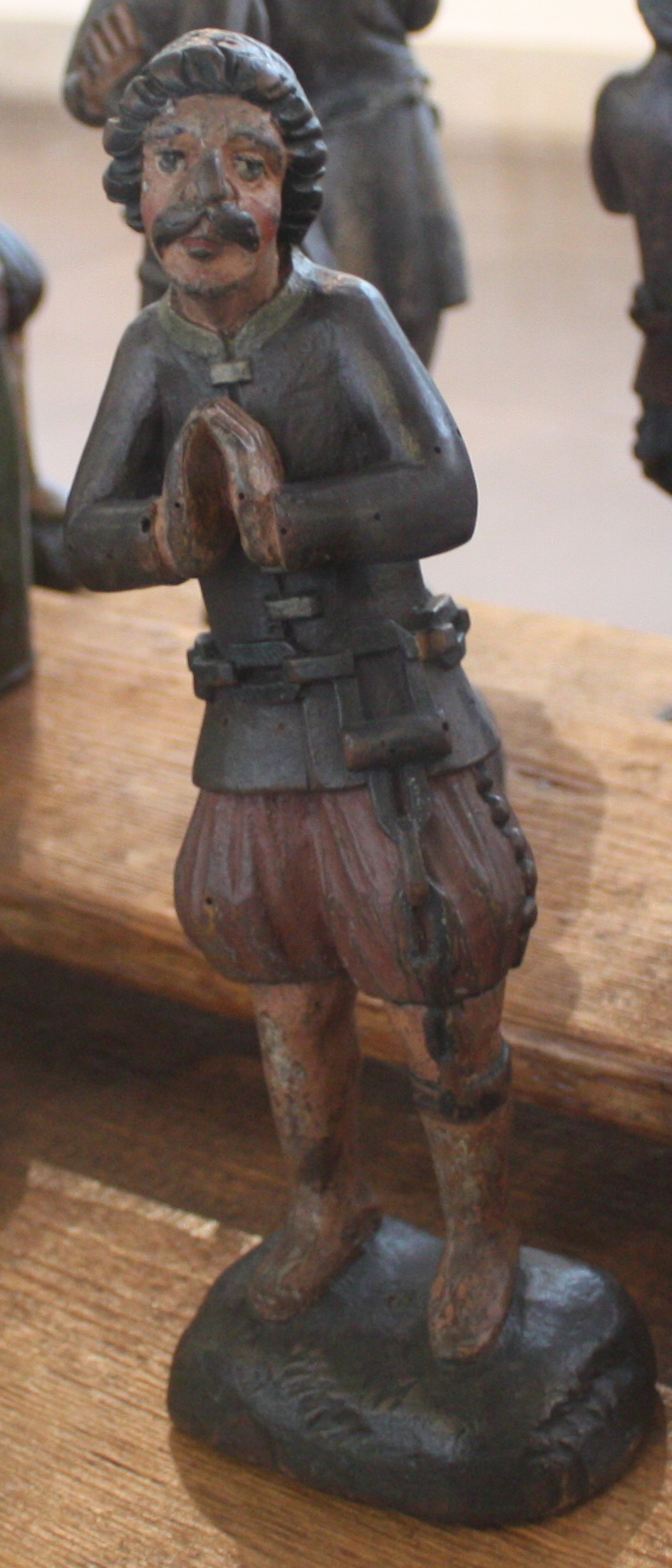
Mit Figuren, wie dieser, wurde auf das Schicksal von versklavten Hamburger Seeleuten aufmerksam gemacht, um die Spendenbereitschaft der Bürger anzuregen

Hamburg gewann nach dem Machtverfall der Hanse im 16. Jahrhundert zunehmend an wirtschaftlicher Bedeutung. Durch Zuwanderung und damit verbundenem Zugewinn an Handelspartnern wuchs die Freie Reichsstadt Hamburg Mitte des 17. Jahrhunderts neben London und Amsterdam zu einem der wichtigsten städtischen Handelszentren, heute durchaus vergleichbar mit einer Global City, heran, deren Handelsbeziehungen sich von Grönland bis ins Mittel- und Weiße Meer erstreckten. Wichtigste Anlaufpunkte waren dabei die Iberische Halbinsel, England, das nördliche Eismeer (mit Bezug zum Walfang) sowie Archangelsk. Die Ausweitung der Handelsbereiche wie auch die gewaltsame Weitung des Einflussbereiches des Christentums insbesondere im Mittelmeerraum führten zwangsläufig zu Konfrontationen, die schließlich auch Überfälle durch muslimische Korsaren nach sich zogen.
Diese operierten mit ihren Schiffen von den Barbareskenstaaten aus und setzten den schwerfälligen und oftmals nahezu wehrlosen Händlerkonvois, bestehend in der Regel aus 20 bis 50 Händlerschiffen, schwer zu. Die Schiffe wurden als Prisen genommen, die Ladungen beschlagnahmt und die Schiffsbesatzungen oftmals versklavt oder bis zur Zahlung eines Lösegeldes unter schlimmsten Bedingungen festgesetzt. Zum Rückkauf der eigenen in Gefangenschaft geratenen Kapitäne und Steuerleute riefen Schiffer und Steuerleute die „Casse der Stücke von Achten“ ins Leben, eine Lösegeldversicherung, die als Basis für Lösegeldzahlungen diente. Damit auch diejenigen zurückgekauft werden konnten, die sich Beiträge in diese Versicherung nicht leisten konnten, wurde 1623 die Sklavenkasse gegründet, die sich aus Pflichtbeiträgen von Reedern und Schiffsmannschaften sowie Zuschüssen aus staatlichen Organisationen und der Admiralitätssteuer zusammensetzte. Da die Gelder aber nicht ausreichten, wurden auch in den Kirchen Sammelbecken aufgestellt und zudem Haussammlungen organisiert.
Im Verlauf des 17. Jahrhunderts weiteten die Korsaren ihren Operationsradius schließlich sogar vom Mittelmeer über Gibraltar und den Ärmelkanal hinaus bis zur Elbmündung aus. Als Folge geriet die Versorgung Hamburgs vom Seewege aus teilweise ins Stocken, so dass es phasenweise in der Stadt sogar zu Warenengpässen kam.
Zudem wurden auch vermehrt christliche kriegsführende Nationen zum wirtschaftlichen Problem für Hamburg.
So entsandte Frankreich von Dünkirchen aus vermehrt Kaperschiffe, um die hamburgischen und niederländischen Grönlandfahrer, die Waren aus dem Wal- und Robbenfang transportierten und in Hamburg verarbeiteten, abzufangen. Auch andere Betroffene wie die Nationen Niederlande, England, Frankreich, Norwegen, Dänemark, aber auch die Hansestadt Bremen und Brandenburg-Preußen hatten auf ihren Handelsrouten mit Piraterieproblemen zu kämpfen und gewährten als Gegenmaßnahme ihren Händlern Geleitschutz durch eine Begleitung der Händlerkonvois mit Fregatten bzw. Kriegsschiffen.
Hamburgs Machthaber wollten sich ihre wichtige Stellung im internationalen Handelsgeschehen möglichst nachhaltig sichern und entschlossen sich somit, ebenfalls ihre Händlerkonvois zu beschützen und einen Geleitschutz durch die sogenannten Konvoischiffe („Convoyer“) zu organisieren. 1623 wurde zudem eigens die Hamburgische Admiralität gegründet, die sich für den Bau, Ausrüstung und Unterhalt dieser Schiffe verantwortlich zeichnete. 1665 wurde von Kaufleuten und Schiffern schließlich die Commerzdeputation gegründet, deren Aufgabe darin bestand, die Bedürfnisse der Händler nach mehr Sicherheit auf den Handelswegen zu verfolgen und entsprechende Unterstützung zu organisieren. Tatsächlich dauerte es über 40 Jahre bis nach Gründung der Admiralität, bis der Bau der ersten Schiffe beschlossen und auch durchgeführt wurde. Hauptgrund hierfür war Uneinigkeit in der Finanzierung der Schiffe sowie deren Unterhalt. Im Laufe der Zeit, nicht zuletzt beeinflusst durch stets neue Gefangennahmen Hamburger Händlerschiffsbesatzungen durch Korsaren und damit verbundenen immensen wirtschaftlichen Einbußen einzelner Händler, sahen sich die Verantwortlichen schließlich gezwungen, einen finanziellen Konsens zu finden und den Bau zu vollziehen, um derartige Überfälle zukünftig zu verhindern.
Da Hamburg im 17. und 18. Jahrhundert stets bemüht war, sich und seine Einwohner aus für den Handel schädlichen kriegerischen Konflikten herauszuhalten und eine möglichst neutrale Position gegenüber Konfliktparteien zu beziehen, wurde ausdrücklich die Bezeichnung „Kriegsschiff“ vermieden. Stattdessen wurde offiziell die Bezeichnung „Konvoischiff“ bzw. „Stadtkonvoischiff“ verwendet, die einen eher passiven und auf Verteidigung denn auf Angriff ausgelegten Schiffstyp bezeichnen sollte. Faktisch kann man diese Schiffe jedoch durchaus als Kriegsschiffe bezeichnen, da sie schwerpunktmäßig zur Waffenführung konstruiert wurden. Bezüglich der Feuerkraft konnten sie jedoch mit den Kriegsschiffen der Seemächte nicht mithalten.
Bei den Konvoischiffen handelte es sich somit um Kriegsschiffe mit permanentem Geleitschutzauftrag, die von 1669 bis 1747 die hamburgische Konvoischifffahrt beschützten und den Handel von und nach Hamburg sicherstellten und somit Hamburgs Stellung als Handelsmetropole nachhaltig sicherten.

## Entstehung und Aufbau

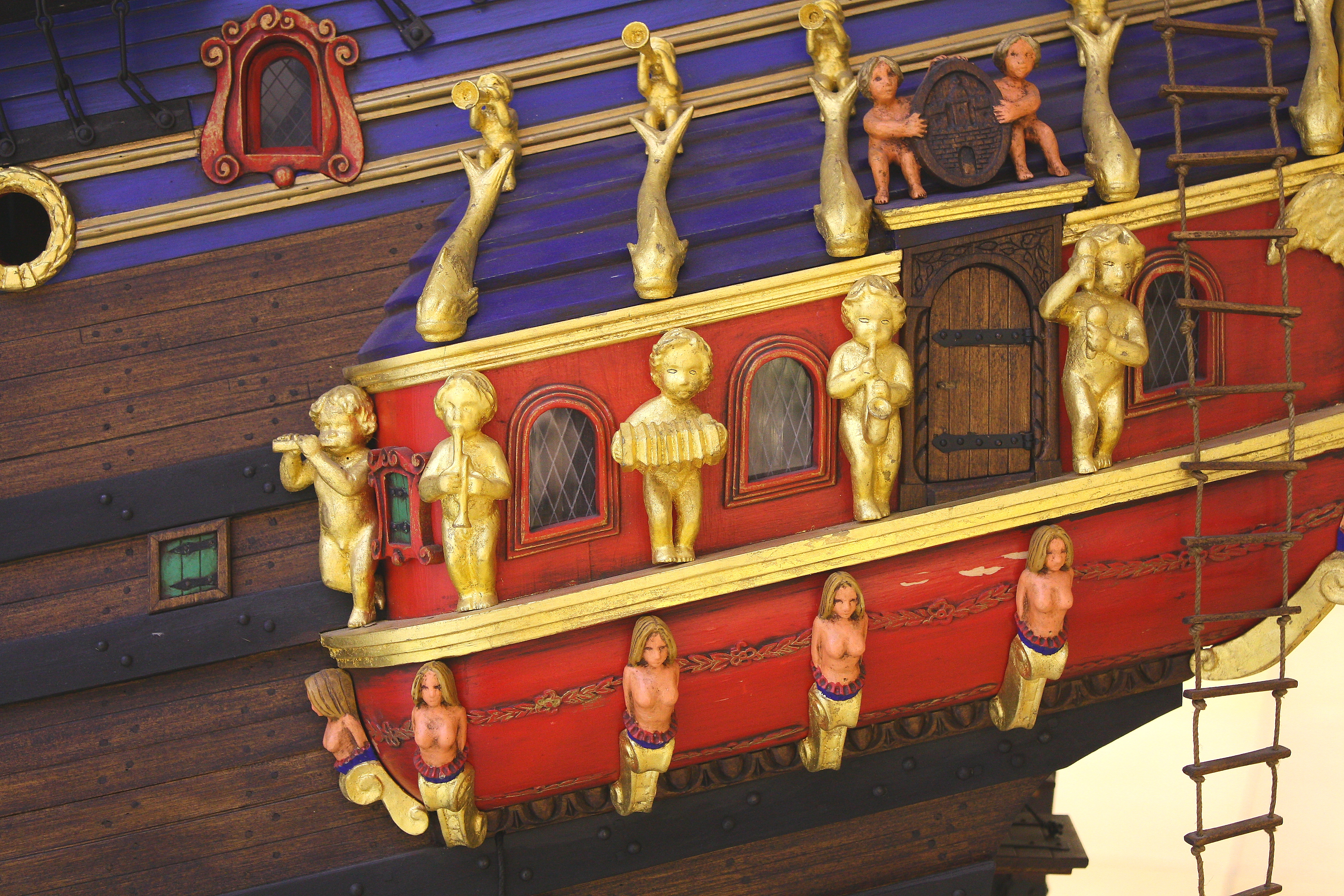
Ausschnitt der Seitengalerie

Die Wapen von Hamburg (II) aus dem Jahr 1686 ist das zweite Konvoischiff mit diesem Namen.
1685 wurde von der Hamburgischen Admiralität ein Neubau erwogen, da Hamburg nach dem Verlust der Wapen von Hamburg (I) mit der Leopoldus Primus nur noch ein einziges Konvoischiff im Dienst hatte. Der Neubau sollte allerdings (nicht zuletzt auch aus Kostengründen) kleiner ausfallen als die verunglückte Vorgängerin, die einem Bordbrand zum Opfer fiel. Grundlage der Überlegungen war somit ein kleineres Konvoischiff mit 30 bis 40 Kanonen. Im September 1685 wurde schließlich der Neubau für 30.000 Taler festgelegt und beschlossen, allerdings beschloss man dann doch einen größeren Bau analog der Vorgängerin, die mit 54 Kanonen ausgestattet war – erst bei der 1690 gebauten Admiralität von Hamburg wurde die Kanonenanzahl erstmals reduziert.
Die Kiellegung der Wapen von Hamburg (II) fand wie bei der Vorgängerin in Hamburg auf der Werft am Theerhof statt.
Als Schiffsbaumeister wurde Gerd Gerdes gewonnen, der sich wie sein Vorgänger an niederländischen Schiffskonstruktionsmustern orientierte. Für die bildhauerischen Arbeiten konnte man den Bildhauer und Altarschnitzer Christian Precht erneut verpflichten, der bereits an der Wapen von Hamburg (I) und der Leopoldus Primus tätig war.
Im sogenannten Zerter wurden neben den Baukosten auch die wichtigsten Schiffsmaße (Länge 140 Fuß, Breite 36 Fuß, dreiteiliger Kiel: 23 Zoll stark und 22 Zoll breit) geregelt, damit die Gesamtkosten überblickt werden konnten. Obwohl auch die Schnitzereien des Heckspiegels im Zerter festgeschrieben waren, ist Bildhauer Precht aus Eigeninitiative heraus im Sinne einer Harmonisierung der Schnitzwerke des Schiffs über die vertraglichen Vereinbarungen hinaus tätig geworden, was ihm im Nachhinein als Wertschätzung seiner Arbeit sogar vergütet wurde.
Die Fertigstellung des Schiffes erfolgte im Juli 1686.
Die neue Wapen von Hamburg (II) wurde für 230–250 Mann Besatzung ausgelegt, darunter 50 – 60 Soldaten.

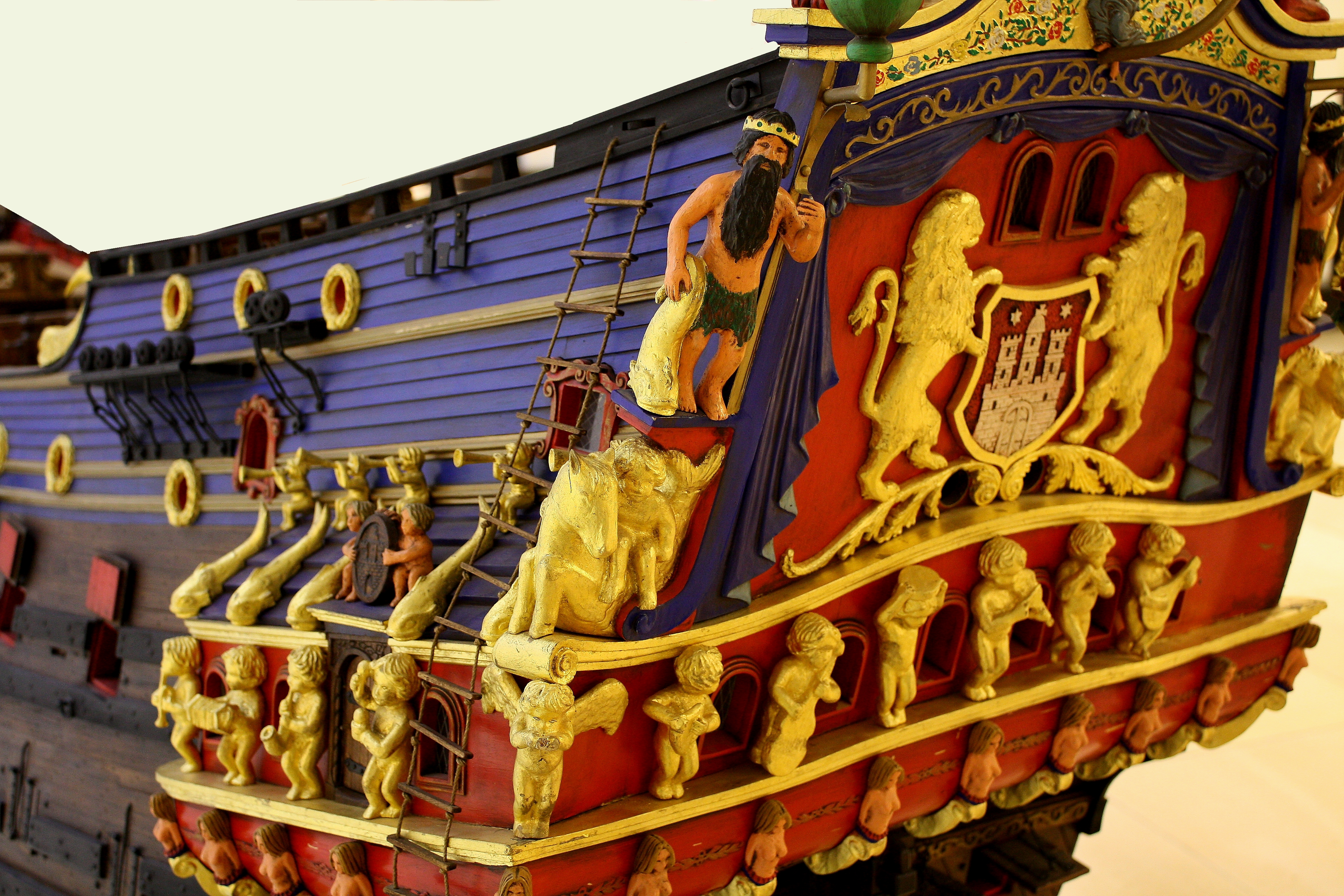
Der kunstvoll verzierte Heckspiegel mit dem Großen Staatswappen Hamburgs

Das Schiff war ein Rahsegler mit drei Masten (Besanmast, Hauptmast und Fockmast). Lediglich am Besanmast befand sich auf der untersten Position (Unterbesansegel) ein Lateinersegel. Zudem konnte am Bugspriet noch die Blinde gesetzt werden. Am Bugspriet befand sich eine Mars, auf der ein Bugsprietmast installiert war, an dem noch die Oberblinde (Bouvenblinde) gesetzt werden konnte.
Bei der Konstruktion des Schiffes musste darauf geachtet werden, dass es keinen übermäßigen Tiefgang hat, da es sonst die Untiefen der Elbe, insbesondere den Altonaer Sand, nicht ungefährdet passieren konnte.
Die Wapen von Hamburg (II) war ein Zweidecker und schloss im Heckbereich mit einem glatten Heckspiegel ab.
Als zentraler Blickfang und repräsentatives Schnitzwerk am Heckspiegel wurde das Große Staatswappen von Hamburg, ein Abbild der Burg in Schildform – gehalten von zwei Löwen, installiert. Gerahmt war dieses bildhauerische Werk von diversen allegorischen und in barockem Stil gehaltenen Schnitzereien:
In den reichlich mit Gold verzierten Heckspiegel war eine Galerie integriert, die in die seitlich angebrachten Seitengalerien mündete. Diese Galerie bestand im Wesentlichen aus musizierenden Engelsfiguren (Putten). Links- und rechtsseitig darüber befand sich je eine Poseidonfigur. Die Seitengalerien griffen ebenso wie die Galerie antike Stilelemente und Allegorien auf und waren ebenfalls von musizierenden Putten und von Fischfiguren sowie Mischwesen wie dem Hippokamp gesäumt. Auf dem Dach jeder Seitengalerie waren zudem jeweils zwei Putten installiert, die zusammen ein Hamburgwappen in den Händen hielten.
Oberhalb der Galerie war zudem ein kunstvoll verzierter Fries verbaut.
Die gesamte Heckgalerie wie auch die Seitengalerie wurden optisch von einer Reihe von Wasserfrauen gestützt.
Oberhalb des oberen Frieses waren drei große Hecklaternen angebracht, die das traditionelle Erscheinungsbild des Heckbereiches abrundeten.

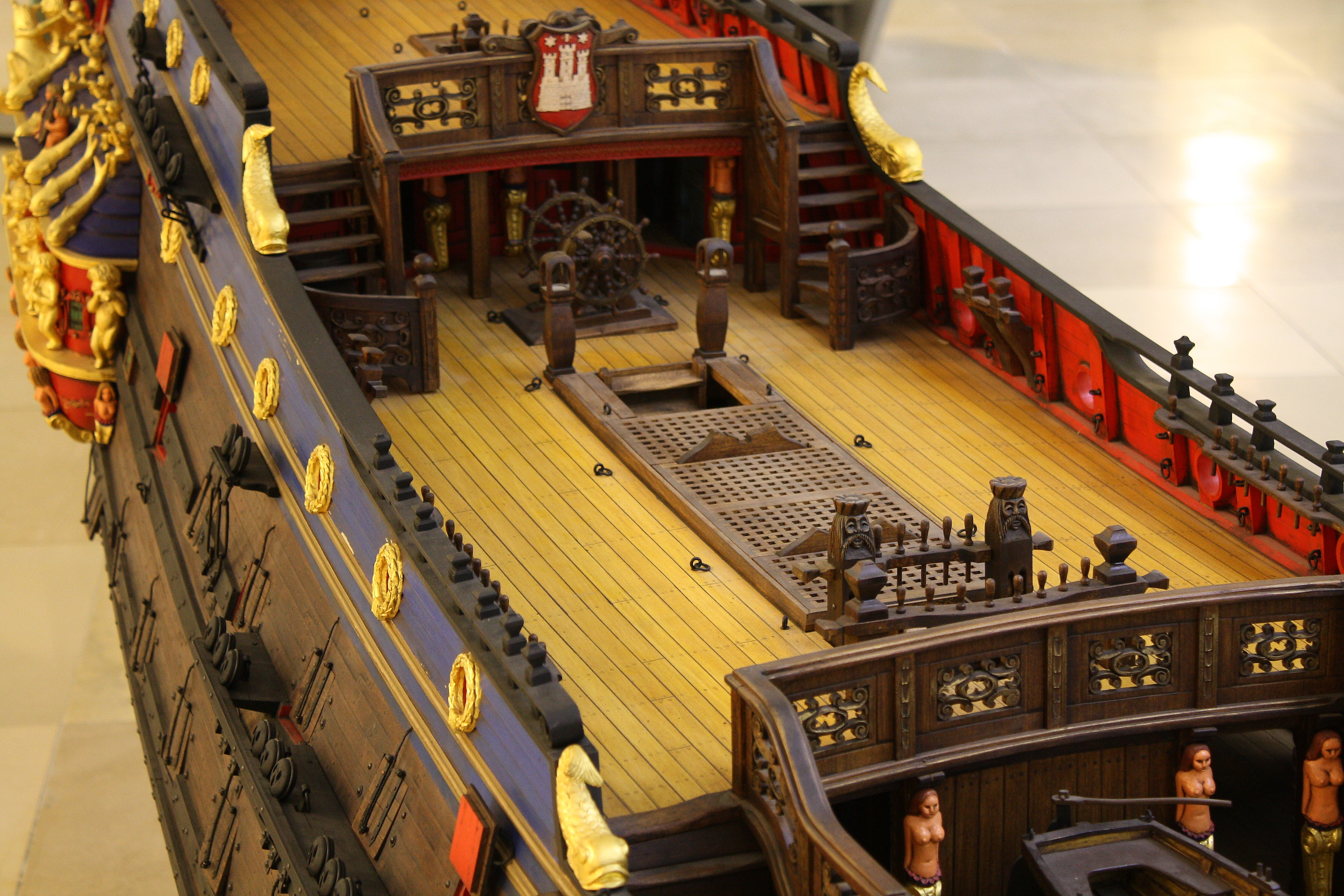
Das Kampanjedeck

Als Galionsfigur schmückte ein Löwe, wie auf vielen Segelkriegsschiffen niederländischer Bauart üblich, den Bug, der ein Hamburgwappen in den Pfoten hielt.
Ein solches Hamburgwappen befand sich auch über dem Steuerrad der Kampanje.
Der Schiffskörper war in der Kraweelbauweise einschließlich des Schanzkleides beplankt, die im Gegensatz zur Klinkerbauweise durch eine verhältnismäßig ebene Oberfläche gekennzeichnet war.
Die Wapen von Hamburg (II) war mit ca. 54 Kanonen ausgestattet, wobei die schwereren Kaliber auf dem unteren Waffendeck positioniert waren. Das Schiff besaß mehr Stückpforten als Geschütze, so dass man die Bewaffnung sowie eine mögliche Zuladung flexibler handhaben konnte. Diese Kanonen waren damals noch mit einer Balje versehen, einem Wassergefäß, das der Bedienmannschaft dazu diente, die Rohre von innen und außen mit entsprechenden Wischern und Stopfern zu kühlen.
Die Kanonen stammten in der Regel aus niederländischem oder schwedischem Import.

## Dienstzeit
In einem von einflussreichen Kaufleuten und Schiffern vom 19. August 1684 ausgestellten Bittgesuch wurde Kapitän Caspar Tamm für das Schiff empfohlen. Einen Tag später erschien eine nicht minder einflussreiche andere Interessengruppe bei der Admiralität, die Johann Schulte vorschlug, dem schließlich auch der Vorzug gewährt wurde. Allerdings verwehrte die Bürgerschaft ihm das Amt, so dass schließlich doch Tamm zum Kapitän der Wapen von Hamburg (II) ernannt wurde.
Ähnlich wie Kapitän Holste von der Wapen von Hamburg (I) verstieß auch Kapitän Tamm mehrfach gegen seine Konvoi-Instruktionen und belud sein Konvoischiff mit nicht registrierten Frachtgütern, die in keinen Konvoibüchern aufgeführt waren. Tamm wurde mit den Vorwürfen konfrontiert, er deklarierte aber z. B. transportierten Zucker als Schiffsballast und begründete dessen Mitnahme mit der ihm als Kapitän zustehenden Verbesserung der Segel- und Kampfeigenschaften seines Schiffes durch die ladungsbedingte stabilere Lage im Wasser. Die Admiralität unternahm keine besonders sorgfältigen Untersuchungen, und Tamm entging knapp disziplinarischen Maßnahmen, da man ihm seine bereits erworbenen Verdienste gegen die Korsaren nicht absprechen wollte.
Die Wapen von Hamburg (II) unternahm von 1686 bis 1718 insgesamt 24 Konvoifahrten, die sie sieben Mal zur Iberischen Halbinsel, drei Mal nach England, sechs Mal ins Nördliche Eismeer und acht Mal nach Archangelsk führten. Um 1700 hatte der Sohn von Caspar Tamm, Martin, das Kapitänsamt übernommen. Martin Tamm war von 1722 bis 1737 Kapitän der Wapen von Hamburg (III).
Als 1719 eine Generalüberholung anstand, wollte ihr jedoch die hamburgische Kämmerei nach 32-jähriger Dienstzeit notwendige Reparaturen nicht mehr bewilligen.
Das Schiff war zwar durchaus noch seetüchtig, allerdings wären die Reparaturen gleichzeitig mit einer Erhöhung des Tiefganges verbunden gewesen. Diesen wollte man nicht in Kauf nehmen, da man zeitgleich feststellte, dass die Elbe immer flacher wurde und insbesondere der Altonaer Sand, eine Untiefe in der Elbe, für Schiffe mit hohem Tiefgang eine Gefahr darstellte, entschloss man sich am 31. März 1719 das alte Schiff nicht mehr zu behalten.
Nachdem dieser Entschluss feststand, wurde die Wapen von Hamburg (II) auf Anregung des Gesundheitskollegiums zeitweilig noch als Quarantäneschiff genutzt. Grundsätzlich war die Admiralität jedoch darauf bedacht, den „Convoyer“ zu verkaufen.
Hamburgs Nachbarstadt Altona, die zu dieser Zeit der dänischen Krone angehörte, bekundete Interesse, erhielt jedoch nicht den Zuschlag, da man befürchtete, die Altonaer würden das Schiff mitten in der Elbe kurz vor Hamburg versenken und somit die freien Handelswege nach Hamburg blockieren oder zumindest behindern.
Andere Interessenten waren bereit, bis zu 900 Taler zu zahlen. Da die Admiralität aber mindestens 1000 Taler einstreichen wollte, kam es vorerst zu keinem Geschäft.
Ob und wann die Wapen von Hamburg (II) letztlich veräußert wurde, ist nicht bekannt. Am 18. Juli 1722 wurde die Nachfolgerin Wapen von Hamburg (III) fertiggestellt und einer breiten Öffentlichkeit präsentiert, so dass davon ausgegangen werden kann, dass sich das alte Schiff zu diesem Zeitpunkt nicht mehr im Besitz der Stadt Hamburg befand.
Insgesamt gab es vier Konvoischiffe mit dem Namen Wapen von Hamburg, die von 1669 bis 1747 für die Stadt Hamburg tätig waren, bis die Konvoibegleitung durch Konvoischiffe eingestellt wurde.

## Weitere Bilder vom Schiff

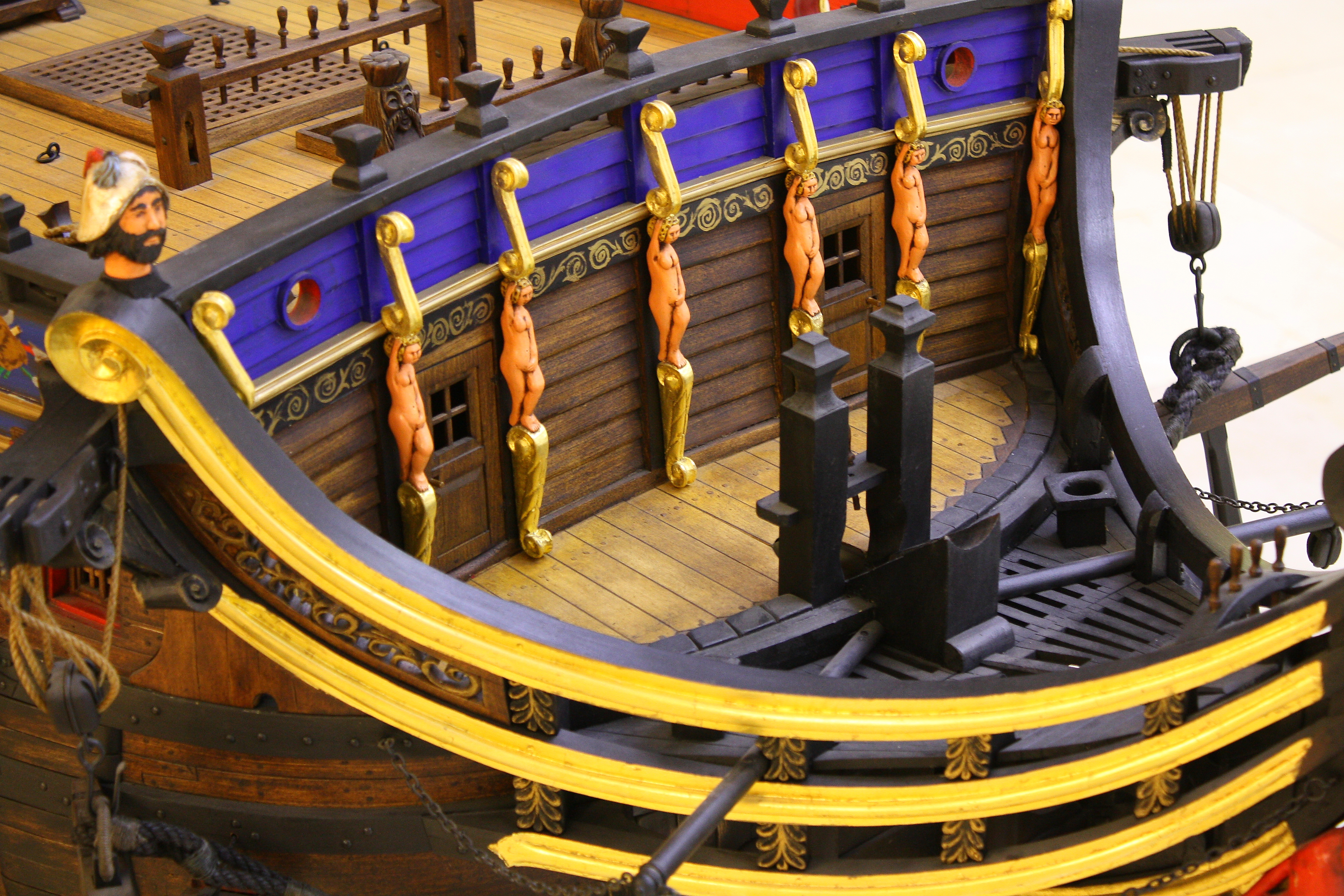
Detailansicht auf einige allegorische Schnitzfiguren am Bug
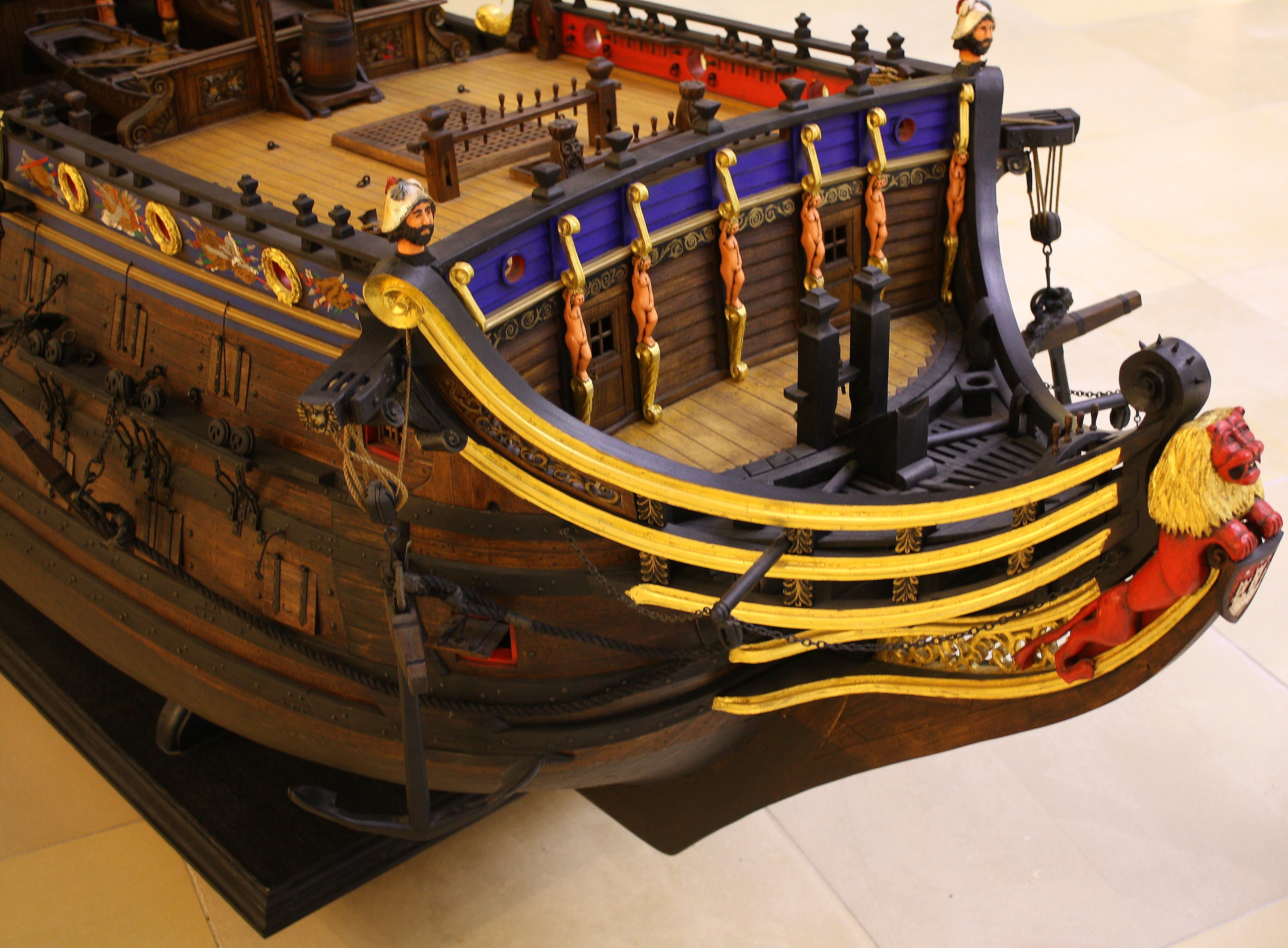
Blick auf das Vorschiff der Wapen von Hamburg (II)
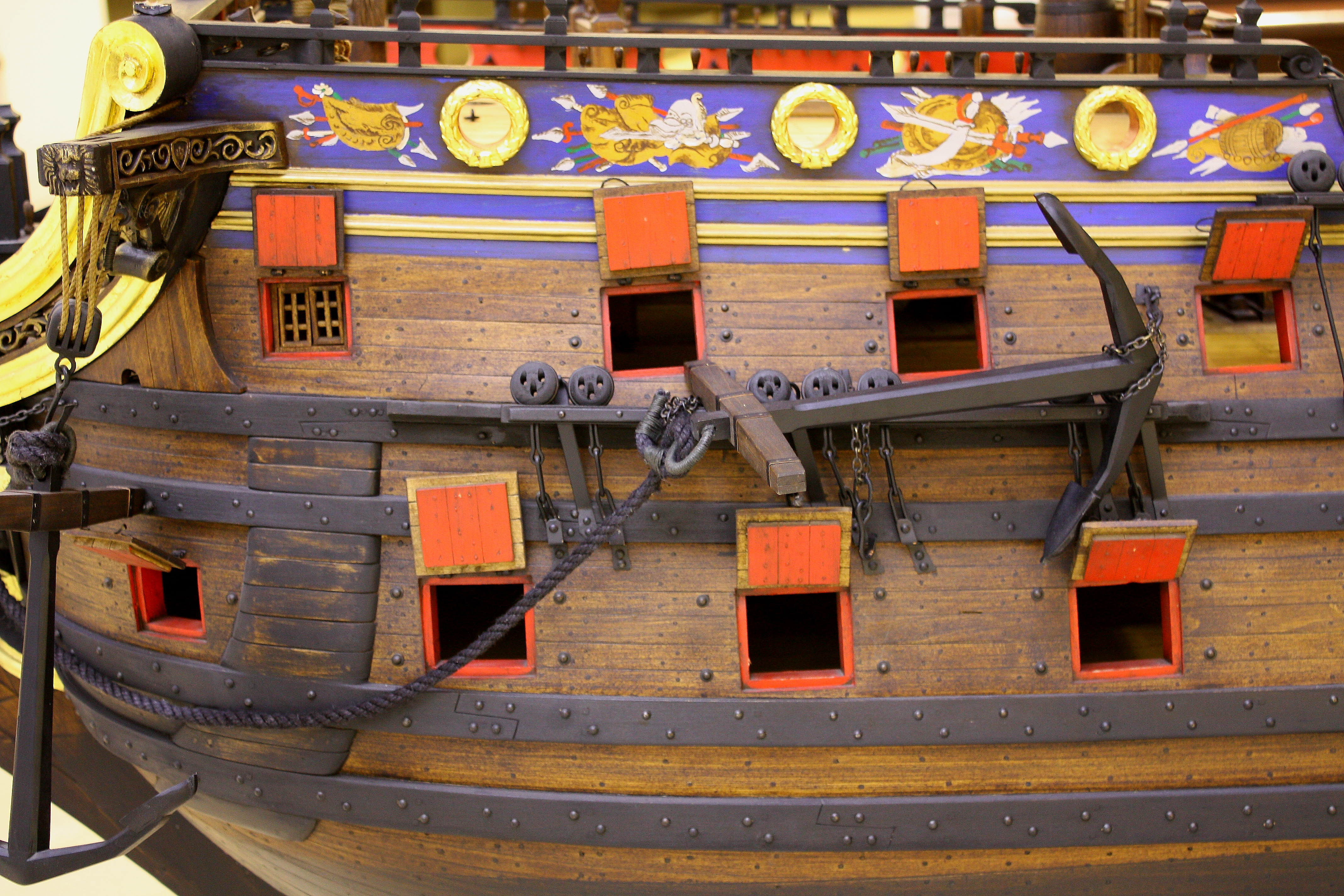
Detailansicht auf die backbordseitigen Stückpforten (Ausschnitt)